# Homatula
Genre
Homatula est un genre de poissons téléostéens de la famille des Nemacheilidae et de l'ordre des Cypriniformes. Homatula est un genre de « loches de pierre » endémiques de Chine.

## Liste des espèces
Selon FishBase (17 juillet 2015) - 13 espèces:
- Homatula acuticephala (Zhou & He, 1993)[2]
- Homatula anguillioides (Zhu & Wang, 1985)[2]
- Homatula disparizona Min, Yang & Chen, 2013[3],[2]
- Homatula erhaiensis (Zhu & Cao, 1988)[2]
- Homatula laxiclathra Gu & Zhang, 2012[4],[2]
- Homatula longidorsalis (Yang, Chen & Kottelat, 1994)[2]
- Homatula nanpanjiangensis (Min, Chen & Yang, 2010)[2]
- Homatula oligolepis (Cao & Zhu, 1989)[2]
- Homatula potanini (Günther, 1896)[2]
- Homatula pycnolepis Hu & Zhang, 2010[2]
- Homatula variegata (Dabry de Thiersant, 1874)[2]
- Homatula wujiangensis (Ding & Deng, 1990)[2]
- Homatula wuliangensis Min, Yang & Chen, 2012[5],[2]

### Note
Selon Endruweit, M. (2015) - 14 espèces:
- Homatula change Endruweit, 2015[6]